# ویلده بوئه ریسا
ویلده بوئه ریسا (انگلیسی: Vilde Bøe Risa؛ زادهٔ ۱۳ ژوئیهٔ ۱۹۹۵) بازیکن فوتبال اهل نروژ است.
وی در تیم‌های ملی فوتبال زیر ۱۶ سال، ۱۷ سال، ۱۹ سال، ۲۳ سال و همچنین زنان نروژ بازی کرده است.
از باشگاه‌هایی که او سابقه بازی در آن‌ها را دارد می‌توان به باشگاه فوتبال زنان اتلتیکو مادرید و باشگاه فوتبال زنان منچستر یونایتد اشاره کرد.

## دوران باشگاهی

### آرنا بیورنا
پس از گذراندن دوره جوانان در باشگاه محلی دسته سومی آسانه و کمک به تیم برای رسیدن به دو فینال جام جوانان، ویلده بوئه ریسا در سال ۲۰۱۲ به باشگاه لیگ برتری آرنا-بیورنا نروژ پیوست. او در ۱۴ آوریل ۲۰۱۲ در نخستین بازی خود در سطح بالای بزرگسالان به‌عنوان بازیکن تعویضی در دقیقه ۶۳ به جای لیزا نالسوند در تساوی ۱–۱ با باشگاه فوتبال روآ در روز نخست فصل به میدان رفت. او اولین گل خود را برای باشگاه در ۳۰ ژوئن ۲۰۱۲ به ثمر رساند، زمانی که آرنا-بیورنا، وولرنگا را ۵–۰ شکست داد. بوئه ریسا در فصل نخست خود ۱۶ بازی در لیگ و سه بازی دیگر در جام حذفی انجام داد و آرنا-بیورنا بهترین نتیجه تاریخ خود را با کسب مقام سوم تکرار کرد. او در فصل بعد به‌عنوان یک بازیکن مهم شناخته شد و در ۱۲ بازی از ۱۸ بازی فصل به میدان رفت، در حالی که آرنا-بیورنا دوباره مقام سوم را کسب کرد و زمان بازی او در سال بعد دوباره افزایش یافت و تیم دوباره در جایگاه سوم قرار گرفت.
بوئه ریسا قبل از فصل ۲۰۱۶ به‌عنوان کاپیتان منصوب شد و در تمامی دقایق مسابقات به جز سه دقیقه بازی کرد، تنها در دقیقه ۸۷ از شکست ۳–۰ مقابل باشگاه فوتبال آوالدسنس در ۱۱ ژوئن تعویض شد. او از آغاز سال ۲۰۱۴ در تمامی بازی‌های آرنا-بیورنا حضور داشت، اما به‌دلیل آسیب رباط صلیبی قدامی فصل ۲۰۱۷ را کامل از دست داد. او در سال ۲۰۱۸ بازگشت و بهترین فرم خود را بازیابی کرد و در تمامی مسابقات هفت گل به ثمر رساند که بالاترین رکورد حرفه‌ای او بود.

### کوپربرگ/گوتبورگ
در دسامبر ۲۰۱۸، بوئه ریسا قرارداد حرفه‌ای با باشگاه سوئدی کوپربرگ/گوتبورگ امضا کرد. کوپربرگ/گوتبورگ در ۱ مه ۲۰۱۹ جام حذفی فوتبال زنان سوئد را با شکست کریستانستادز در فینال به‌دست آورد. در ۲۵ سپتامبر ۲۰۱۹، بوئه ریسا در لیگ قهرمانان زنان اروپا بازی کرد و اولین بازی خود را در پیروزی ۱–۰ در دور دوم مرحله ۳۲ انجام داد. با وجود این پیروزی، تیمش به‌دلیل گل‌های خارج از خانه حذف شد. بوئه ریسا قبل از آغاز فصل ۲۰۲۰ قرارداد یک‌ساله‌ای را تمدید کرد. در ژوئیه، اعلام شد که بوئه ریسا به‌عنوان کاپیتان منصوب شده است، چرا که با غیبت‌های اجباری کاپیتان اول بیاتا کولمتس و جانشینان الین روبنسون و اما برگلوند روبرو بودند. در ۷ نوامبر ۲۰۲۰، گوتبرگ اولین عنوان لیگ خود را در تاریخ باشگاه با پیروزی ۷–۰ بر باشگاه فوتبال لینوشوپینگ به‌دست آورد. بوئه ریسا در این بازی تعیین‌کننده دو گل به ثمر رساند. در ۹ دسامبر ۲۰۲۰، بوئه ریسا اولین گل خود در لیگ قهرمانان را در شکست ۲–۱ مقابل منچستر سیتی در دور نخست مرحله ۳۲ به ثمر رساند. او هفته بعد یک قرارداد یک‌روزه تمدید کرد تا در دور دوم بازی کند، که در نهایت گوتبورگ با نتیجه ۵–۱ در مجموع حذف شد. با وجود پیروزی در عنوان لیگ، در دسامبر ۲۰۲۰ برنامه‌هایی برای انحلال کوپربرگ/گوتبورگ به‌دلیل ناامنی‌های مالی فاش شد. تیم در ماه بعد توسط بی‌کی هکن تصاحب شد، اما بوئه ریسا که پیشنهاد بازگشت داشت، تصمیم به امضای مجدد نگرفت.

### ساندویکن
با توجه به اینکه جستجو برای یک باشگاه خارجی به‌دلیل دنیاگیری کووید-۱۹ مختل شده بود، بوئه ریسا در نروژ با ساندویکن تمرین کرد تا در طول فصل تابستان آمادگی خود را حفظ کند و در نهایت در ۲۶ آوریل ۲۰۲۱ قرارداد یک‌ساله‌ای با باشگاه امضا کرد. در ۲۱ ژوئن، پس از اینکه سه بار برای ساندویکن به میدان رفت، بوئه ریسا اعلام کرد که قراردادش به‌صورت دوطرفه فسخ شده است تا برای انتقال به باشگاه دیگری آماده شود.

### منچستر یونایتد

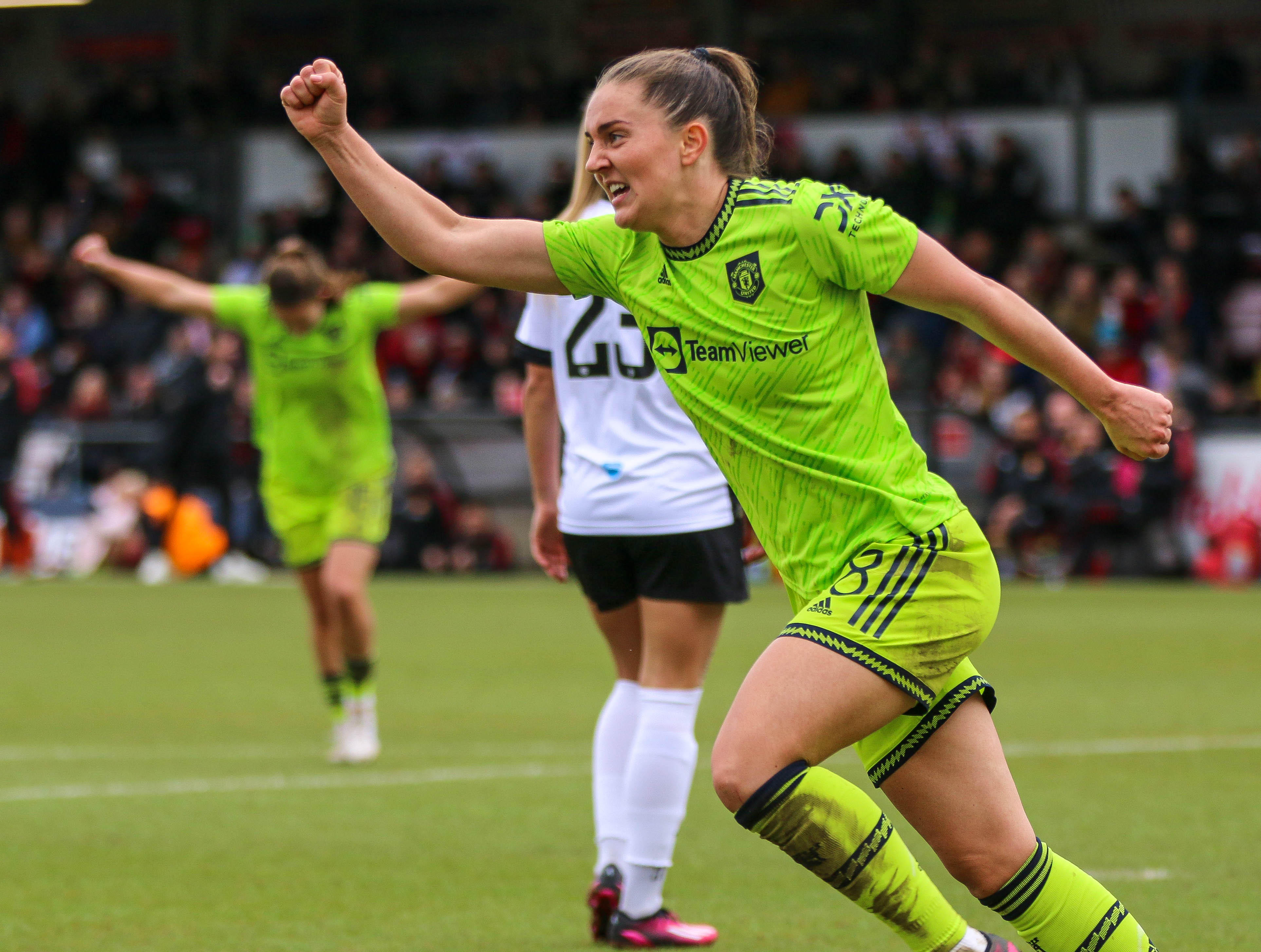
بوئه ریسا در حال بازی برای منچستر یونایتد در برابر لوئیس در سال ۲۰۲۳.

در ۲۰ ژوئیه ۲۰۲۱، اعلام شد که بوئه ریسا قراردادی دو ساله با گزینه تمدید یک ساله با باشگاه عضو لیگ برتر فوتبال زنان انگلستان، منچستر یونایتد امضا کرده است.

### اتلتیکو مادرید
در ۱۲ سپتامبر ۲۰۲۳، اعلام شد که بوئه ریسا قراردادی یک‌ساله با باشگاه اسپانیایی اتلتیکو مادرید امضا کرده است.

## دوران بین‌المللی

### جوانان
بوئه ریسا از سال ۲۰۱۱ بازیکن نروژ در سطح زیر ۱۶ سال بود. در سال ۲۰۱۲، او در تیم زیر ۱۷ سال در دور دوم مقدماتی قهرمانی زیر ۱۷ سال اروپا ۲۰۱۲ بازی کرد. او در تمامی سه بازی شروع کرد و نروژ با شکست لهستان و جمهوری ایرلند به مرحله بعد صعود کرد، اما با شکست ۴–۰ مقابل فرانسه از صعود بازماند.
در اکتبر ۲۰۲۰، بوئه ریسا به تیم زیر ۱۹ سال دعوت شد و در دور نخست مقدماتی قهرمانی زیر ۱۹ سال اروپا ۲۰۱۳ بازی کرد. او در بازی افتتاحیه مقابل ترکیه اولین گل خود را در سطح جوانان به ثمر رساند. پس از اینکه به‌عنوان بهترین تیم دوم از دور دوم صعود کرد، بوئه ریسا به تیم نهایی تورنمنت دعوت شد و در تمامی سه بازی آغازین بازی کرد، اما نروژ در مرحله گروهی با شکست برابر آلمان و فنلاند و پیروزی بر سوئد در یک بازی تشریفاتی حذف شد. نروژ به‌عنوان میزبان به‌طور خودکار به یورو ۲۰۱۴ صعود کرد و بوئه ریسا به‌عنوان کاپیتان برای کشور میزبان انتخاب شد. پس از تساوی بدون گل با هلند، نروژ بلژیک و اسکاتلند را شکست داد تا به نیمه‌نهایی برسد، جایی که به اسپانیا باخت. بوئه ریسا در تمامی چهار بازی شروع کرد.
بین سال‌های ۲۰۱۴ تا ۲۰۱۶، بوئه ریسا به کار خود در رده‌های سنی ادامه داد و ۱۱ بازی برای تیم زیر ۲۳ سال انجام داد، از جمله می‌توان به تورنمنت‌های لا مانگا و نوردیک اشاره کرد.

### بزرگسالان
در ۱۹ سپتامبر ۲۰۱۶، بوئه ریسا نخستین بازی بین‌المللی خود را برای تیم ملی فوتبال زنان نروژ به‌عنوان بازیکن تعویضی در دقیقه ۶۵ به جای کارولین گراهام هنسن در برابر اسرائیل در مرحله مقدماتی یورو ۲۰۱۷ انجام داد. او شش دقیقه پس از ورود به بازی، اولین گل خود را در اولین بازی بین‌المللی‌اش به ثمر رساند و نروژ با نتیجه ۵–۰ پیروز شد. اما او پس از اینکه در فوریه ۲۰۱۷ دچار آسیب رباط صلیبی قدامی شد، نتوانست در مسابقات نهایی شرکت کند.
دوران نقاهت بوئه ریسا ۱۲ ماه طول کشید و او در فوریه ۲۰۱۸ در برابر استرالیا در جام آلگاروه ۲۰۱۸ به میادین بازگشت. در طول سال ۲۰۱۸، بوئه ریسا چهار بار به‌عنوان بازیکن تعویضی در مرحله مقدماتی جام جهانی فوتبال زنان ۲۰۱۹ به میدان رفت، در حالی که نروژ گروه خود را بالاتر از قهرمانان فعلی اروپا، هلند، به پایان رساند. او در تابستان بعد به تیم حاضر در جام‌جهانی دعوت شد. بوئه ریسا در تمامی پنج بازی نروژ در جام جهانی در فرانسه به میدان رفت و تیم به مرحله یک چهارم نهایی رسید، اما با نتیجه ۳–۰ به انگلستان باخت.
بوئه ریسا بخشی از تیمی بود که به یورو ۲۰۲۲ صعود کرد.
در ۱۹ ژوئن ۲۰۲۳، او در ترکیب ۲۳ نفره نروژ برای جام جهانی ۲۰۲۳ قرار گرفت.

## زندگی شخصی
پدر ویلده، ترجه ریسه، بین سال‌های ۱۹۸۳ تا ۱۹۸۶، ۹۶ بازی برای باشگاه فوتبال برن انجام داد. او بعداً به‌عنوان عضو هیئت مدیره باشگاه خدمت کرد.  ترجه در سال ۲۰۱۳ در ۵۲ سالگی پس از دچار شدن به ایست قلبی در جریان مسابقه دوچرخه‌سواری درگذشت. ویلده که همچنین در جوانی بازیکن امیدوارکننده هندبال بود، از مربیگری پدرش به‌عنوان منبع الهام برای دنبال کردن حرفه فوتبال و تلاش برای بازی در تیم ملی یاد می‌کند.
در مه ۲۰۱۷، بوئه ریسا از دانشگاه علوم کاربردی نروژ غربی با مدرک کارشناسی در رشته اقتصاد و مدیریت فارغ‌التحصیل شد.